# Soumbat (roi des Kartvels)
Soumbat (mort en 958) est le troisième roi des Kartvels, position équivalente à celle de souverain d'Ibérie, de la dynastie des Bagratides. Au pouvoir de 937 à 958, il ne peut exercer qu'un contrôle de jure sur ses domaines, ceux-ci étant en fait sous contrôle du royaume d'Abkhazie. Également curopalate, il ne laisse pas d'héritage significatif rapporté par l'historiographie géorgienne.

## Biographie
Soumbat Bagration est probablement le quatrième et dernier fils du premier roi des Kartvels, Adarnassé IV (r. 888-923). Les informations concernant sa vie n'ont pas subsisté et, pour diverses raisons, c'est Soumbat qui succède à son frère aîné David II (r. 923-937) en tant que roi des Kartvels lorsque ce dernier meurt sans enfant, bien que ses deux autres frères soient alors toujours en vie.
Toutefois, la position de roi des Kartvels n'est alors guère plus qu'un simple titre de jure. En effet, depuis le règne d'Adarnassé IV, le puissant royaume voisin d'Abkhazie a étendu son influence en Géorgie intérieure et même réduit à l'état de vassaux les rois locaux. Cela ne fait donc du roi Soumbat qu'un simple vassal de Georges II d'Abkhazie, qui doit se soumettre aux ordres du vice-roi abkhaze de l'Ibérie, Léon. C'est sous son règne que l'Ibérie entre en guerre contre la Kakhétie à plusieurs reprises durant des campagnes sans résultats décisifs ; mais la participation de Soumbat dans ces combats n'est pas démontrée.

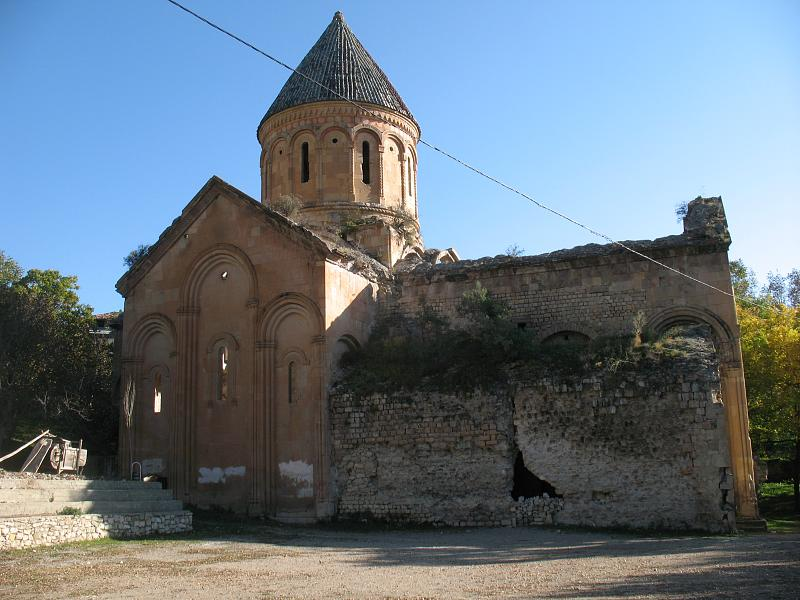
Une inscription nommant Soumbat a été retrouvée dans l'église d'Ichkhani.

L'œuvre du roi est toutefois attestée dans ses relations avec l'Arménie voisine, qui ne sont probablement pas bonnes. Ce fait est représenté par l'accueil de certains ennemis du pouvoir arménien, dont la famille des Amilakhvari, par Soumbat ; ces Amilakhvari reçoivent même des domaines en Meskheti et en Karthli, tels que la seigneurie de Beïtalmoni.
En fait, le règne de Soumbat est considéré comme insignifiant malgré sa durée, longue de 21 ans. Dans ses Chroniques géorgiennes, Marie-Félicité Brosset dit seulement du monarque qu'« il ne fait également que passer dans l'histoire », à l'instar de son prédécesseur et de son successeur. Il est probable que Soumbat d'Ibérie reçoive la dignité byzantine de curopalate et le duché de Tao inférieur en 954, à la suite de la mort de son frère Achot II de Tao. Toutefois, il ne parvient pas à garder cette position très longtemps car il meurt en 958, laissant son trône à son fils aîné Bagrat II.
Le souvenir de Soumbat a également été conservé via des inscriptions dans les églises géorgiennes d'Ichkhani et de Doliskana, aujourd'hui en Turquie, où sont répertoriés les mots « Soumbat, notre roi ».

## Famille et descendance
Le roi Soumbat des Kartvels laisse à sa mort deux fils, nés d'une union inconnue :
- Bagrat Bagration (mort en 994), roi des Kartvels (958-994) ;
- Adarnassé Bagration (mort en 983), curopalate.